# Sant Martí d'Ansovell
Sant Martí d'Ansovell és una obra del municipi de Cava (Alt Urgell) protegida com a bé cultural d'interès local.

## Descripció
Es tracta d'un edifici religiós d'una nau coberta amb volta de canó, avui ensorrada.
Construcció en carreus i considerable gruix de les parets. En la façana sud porta de triple arquivolta. Absis rodó amb tres finestres de doble esqueixada. Al mur oest hi ha campanar de cadireta amb un ull.
Al voltant de l'església es troba les restes de l'antic poble d'Ansovell. L'antic cementiri de l'església de Sant Martí queda actualment travessat per la carretera local.

## Història
Una de les primeres referències documentals és donada per una acta testamentària de 1037. Posteriorment es torna a documentar el 1084 i també es documenta en l'acta de consagració de la Seu d'Urgell.
Durant l'edat mitjana el lloc pertnagué als Pinós i més endavant als Castre-Pinós, també vescomtes d'Èvol i comtes de Guimerà. Posteriorment passà als ducs d'Híxar.